# El Ocote, Santiago Tetepec
El Ocote är en ort i Mexiko.   Den ligger i kommunen Santiago Tetepec och delstaten Oaxaca, i den sydöstra delen av landet, 400 km söder om huvudstaden Mexico City. El Ocote ligger 659 meter över havet och antalet invånare är 226.
Terrängen runt El Ocote är huvudsakligen kuperad, men åt sydväst är den platt. Runt El Ocote är det ganska glesbefolkat, med 30 invånare per kvadratkilometer. Närmaste större samhälle är Santiago Jamiltepec, 15,3 km väster om El Ocote. Omgivningarna runt El Ocote är en mosaik av jordbruksmark och naturlig växtlighet.